# エモデプシド
エモデプシド(Emodepside)は、消化管内の様々な線形動物に効果のある駆虫薬であり、ネコに対する使用が承認されている。1990年代初頭から研究の始まった比較的新しい種類であるオクタデプシペプチドに分類される。他の駆虫薬に対する耐性がある線形動物にも効果があるため、新規の作用機序に基づくのではないかと考えられている。

## 合成

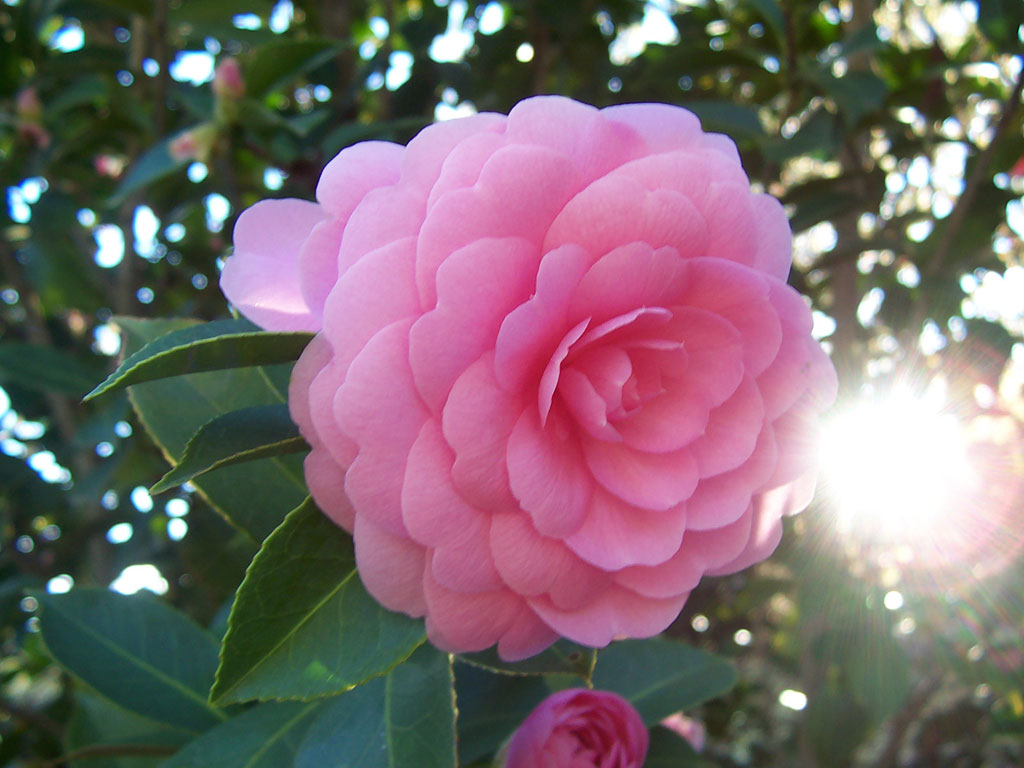
図1: ヤブツバキ

エモデプシドは、ヤブツバキの葉に棲息する菌であるMycelia sterileの代謝物質PF1022Aの2つのD-フェニル乳酸の各々のパラ位にモルホリン環を付加して合成される。

## 駆虫作用
線形動物に対しては、豚回虫の筋肉の阻害、カエノラブディティス・エレガンスの産卵、推進運動や咽頭運動の阻害等の効果を示す。

## 作用機序
作用機序の1つとして、ラトロフィリンと呼ばれるGタンパク質共役受容体に結合することにより、効果を発現するということが示された。これは、α-ラトロトキシンの標的タンパク質として最初に同定されたものである（もう1つは、ラミニン様の細胞外ドメインを持つ膜受容体のニューレキシン）。ゴケグモ属の毒の成分であり、線形動物だけでなく、ヒトに対しても、麻痺の後、死をもたらす。LAT-1（1014アミノ酸、113 kDa、B0457.1遺伝子がコード）とLAT-2（1338アミノ酸、147 KDa、B0286.2遺伝子がコード)は、カエノラブディティス・エレガンスではシナプス前の神経筋結合部に位置し、各々のアミノ酸配列は、21%を共有する（ラット、ウシ、ヒトのラトロフィリンのアミノ酸配列のホモロジーは、各々22%、23%、21%である）。
受容体-配位子の結合の後、受容体に誘導された配座変化がGqタンパク質を活性化し、Gqαサブユニットをβγ複合体から遊離させる。その後、Gqαタンパク質は、シグナル伝達分子であるホスホリパーゼ-C-β(PLC-β)に結合してこれを活性化する。このタンパク質は、カエノラブディティス・エレガンスにおける小胞放出の調節経路の調節の鍵であることが確認されている。
このシグナル伝達カスケードにおいて、他のホスホリパーゼ同様、PLC-βはホスファチジルイノシトールビスリン酸を加水分解し、イノシトール三リン酸とジアシルグリセロールを生成する。イノシトール三リン酸受容体は、カエノラブディティス・エレガンスの咽頭神経系（α-LTXやエモデプシドのようなLAT-1のアゴニストが最も強い効果を示す組織の1つ）の全体にまばらに分布している。また、ジアシルグリセロールの働きを模倣するβ-ホルボールエステルは、シナプス伝達への刺激作用を示し、神経伝達物質の放出を制御するのは、カスケードのうち、ジアシルグリセロールの関与する部分であると結論付けられた。
実際に、カエノラブディティス・エレガンスにおいて、ジアシルグリセロールは、小胞による神経伝達物質の放出に重要な細胞膜結合性タンパク質であるUNC-13を制御する。また、変異体の研究により、2つのUNC-13の機能を低下させた変異体は、エモデプシドへの耐性を示し、作用機序に関するこの仮説は、観察によっても裏付けられた。
UNC-13の活性化が神経伝達物質の放出（ラトロフィリン活性化の最終的な結果）をもたらすメカニズムは、シナプトソーム膜タンパク質であるシンタキシンとの相互作用によるものであり、UNC-13はシンタキシンのN末端に結合して閉じた状態から開いた状態への切替えを促進し、SNARE複合体を形成する。これにより、小胞が融合し、放出が可能となる。
分子レベルでは、この経路の活性化の正味の結果は、抑制的PF1様神経ペプチド放出の自発的刺激である（これは、PF1/PF2の作用と同様、アセチルコリンの誘発された筋肉の阻害のためだと考えられている）。
シナプトソームの実験では、α-LTXはアセチルコリン、グルタミン酸、γ-アミノ酪酸(GABA)を含む小胞のカルシウム非依存性エキソサイトーシスのトリガーとなったが、グルタミン酸とGABAはどちらも、線形動物のシナプス後膜に作用してこの働きを阻害し、麻痺や咽頭ポンビングを誘発し、最終的には組織の死に至らしめる単一の神経伝達物質ではないとされている。
LAT-1の遺伝子ノックアウト、LAT-2の遺伝子欠損変異を含む変異体の研究により、異なる組織におけるラトロフィリン受容体の役割がサブタイプごとに異なることが明らかとなった。LAT-1はカエノラブディティス・エレガンスの咽頭で発現して咽頭ポンビングを調整しており、LAT-2は運動における役割を持っていた。
ラトロフィリン受容体に結合することで効果を発揮することに加え、Slo-1遺伝子でコードされるBKカリウムチャネルとも相互作用することを示す証拠が近年見つかってきた。このタンパク質は、6回膜貫通ヘリックス型の構造を持ち、各々のサブユニットは、6回膜貫通ヘリックスと1 Pドメインで構成されている（このPドメインは全てのカリウムイオンチャネルで保存されており、カリウムイオンが選択的に膜を通過することを可能とする選択的フィルタを形成している）。これらのサブユニットグループは、膜電位と細胞間カルシウム濃度（このカルシウムイオン感知能力は、「カルシウムボウル」と呼ばれる保存された一連のアスパラギン酸残基からなるカルシウムイオン結合モチーフを形成するSlo様サブユニットの細胞内テール領域によって提供される。）の両方によって開閉する高伝導率のBK型チャネルを形成する。それらの生理学的役割は、活動電位の再分極（脱分極後に細胞を再分極するためにカリウムイオン流出が利用される）に関与することで、神経と筋繊維の興奮性を調整することである。
エモデプシドがこれらのチャネルと相互作用することがニューロンに及ぼすと考えられる効果は、チャネルを活性化して、カリウムイオン流出、過分極、及びその後の興奮性神経伝達物質（神経筋接合部で作用する場合はアセチルコリン）の阻害を引き起こし、シナプス伝達、シナプス後活動電位の生成、そして最終的には筋収縮（麻痺または咽頭ポンピングの低下）として現れる。
ラトロフィリン受容体とBK-カリウムチャネルのうち、エモデプシドの主要な作用部位がどれであるかは、完全に推定されていないままである。LAT-1/LAT-2とslo-1の両方の変異体（削減/機能喪失）は、エモデプシドに対して有意な耐性を示すことから、エモデプシドがその完全な効果を発現するためには両方の遺伝子の存在が必要であると考えられる。

## 治療における利用
エモデプシドのパテントはバイエルが保有し、他の駆虫薬（プラジカンテル）と組み合わせて、Profender（プロフェンダー）という商標名で販売されている。